# Leonor de Solms-Hohensolms-Lich
Leonor de Solms-Hohensolms-Lich (Lich, Oostende, 17 de setembro de 1871 - 16 de novembro de 1937), foi a segunda esposa do grão-duque Ernesto Luís de Hesse e mãe dos seus dois filhos. Era a quarta criança, segunda filha, do príncipe Hermano de Solms-Hohensolms-Lich e de sua esposa, a condessa Inês de Stolberg-Wernigerode.
Casou-se com Ernesto Luís, Grão-Duque de Hesse em 2 de fevereiro de 1905 em Darmstadt. O casamento provou ser harmonioso e feliz. O casal teve dois filhos: Jorge Donatus e Luís
Como grã-duquesa, ela assumiu o patrocínio e a liderança de uma série de instituições de caridade anteriormente administradas pela sua sogra Alice do Reino Unido. Na ausência do marido durante a Primeira Guerra Mundial, foi nomeada regente do Grão-Ducado, período no qual foi considerada competente e atuou como enfermeira num comboio hospitalar na frente de combate. Mesmo com a abolição da monarquia hessiana na Revolução Alemã em 1918, Leonor continuou a gerir os seus programas de caridade.

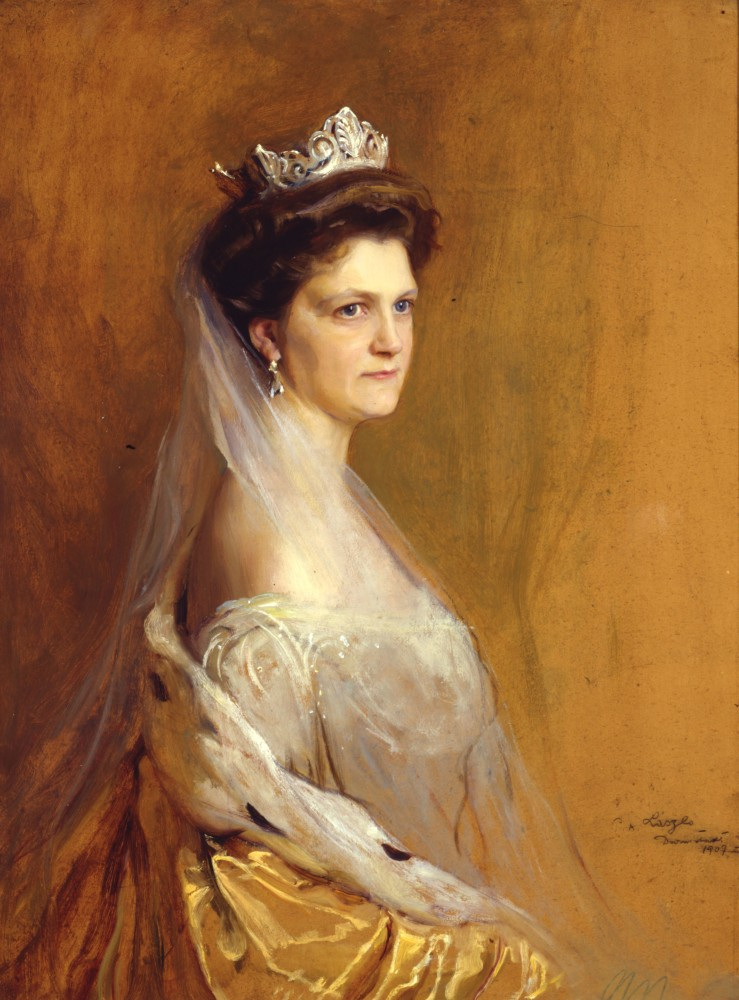
Retrato de Leonor, por Philip de László, 1907

Morreu num acidente de avião quando se dirigia a Londres para assistir ao casamento do seu filho mais novo, Luís de Hesse. No acidente também morreram o seu filho mais velho, Jorge, a sua nora Cecília da Grécia e Dinamarca (que era nora e sobrinha-neta de seu marido Ernesto Luís - neta da irmã mais velha de Ernesto, Vitória de Hesse e Reno), e os seus dois netos, Luís e Alexandre.